# The Great Adventure (The Neal Morse Band)
The Great Adventure è il terzo album in studio del gruppo musicale statunitense The Neal Morse Band, pubblicato il 25 gennaio 2019 dalla Radiant Records.

## Descrizione
Si tratta della continuazione della storia narrata nel precedente concept album The Similitude of a Dream, come spiegato dal frontman Neal Morse:
The Great Adventure è stato commercializzato in edizione standard da due CD e tre LP e in edizione speciale comprensive di un DVD aggiuntivo contenente la realizzazione dell'album.

## Tracce
Testi di Neal Morse, musiche della The Neal Morse Band.
Act I
- Chapter 1 – 12:50

1. Overture – 10:05
2. The Dream Isn't Over – 2:45

- Chapter 2 – 23:48

1. Welcome to the World – 5:25
2. A Momentary Change – 3:42
3. Dark Melody – 3:29
4. I Got to Run – 6:05
5. To the River – 5:07

- Chapter 3 – 17:59

1. The Great Adventure – 6:16
2. Venture in Black – 5:15
3. Hey Ho Let's Go – 3:21
4. Beyond the Borders – 3:07

Act II
- Chapter 4 – 18:13

1. Overture 2 – 3:46
2. Long Ago – 3:45
3. The Dream Continues – 1:20
4. Fighting with Destiny – 5:23
5. Vanity Fair – 3:59

- Chapter 5 – 30:57

1. Welcome to the World 2 – 4:01
2. The Element of Fear – 2:34
3. Child of Wonder – 2:28
4. The Great Despair – 6:18
5. Freedom Calling – 7:31
6. A Love That Never Dies – 8:05 – 8:38 nell'edizione fisica

DVD bonus nell'edizione speciale
1. The Adventure Begins (The Making of The Great Adventure) (Edited by Randy George) – 57:19

## Formazione
Gruppo
- Neal Morse – tastiera, chitarra, voce, arrangiamento
- Eric Gillette – chitarra, voce, arrangiamento
- Bill Hubauer – organo, pianoforte, sintetizzatore, voce, arrangiamento
- Randy George – basso, bass pedals, voce, arrangiamento
- Mike Portnoy – batteria, voce, arrangiamento

Altri musicisti
- Chris Carmichael – strumenti ad arco
- Amy Pippin – cori in A Love That Never Dies
- Debbie Bresee – cori in A Love That Never Dies
- April Zachary – cori in A Love That Never Dies
- Julie Harrison – cori in A Love That Never Dies

Produzione
- The Neal Morse Band – produzione
- Rich Mouser – missaggio, mastering
- Jerry Guidroz – ingegneria parti di batteria
- Jeff Scott Soto – ingegneria parti vocali di Portnoy
- Phillip Martin – assistenza alla registrazione
- Nathan Martin – assistenza alla registrazione

## Classifiche
| Classifica (2019)         | Posizione massima |
| ------------------------- | ----------------- |
| Austria                   | 39                |
| Belgio (Vallonia)         | 181               |
| Germania                  | 9                 |
| Paesi Bassi               | 36                |
| Stati Uniti (christian)   | 27                |
| Stati Uniti (independent) | 12                |
| Svizzera                  | 14                |